# Incident Pinnacle-Empty Quiver
Un Incident Pinnacle-Empty Quiver és una paraula codi, utilitzada per l'"United States National Military Command Center" (NMCC), per a designar un cas de robatori, segrest o pèrdua d'una arma nuclear activa.
Altres conceptes importants de la terminologia sobre incidents militars nuclears dels EUA són: l'Incident Pinnacle-Nucflash, (que gaudeix de la màxima prioritat en l'estructura de comunicació militar dels EUA), per a descriure una situació caracteritzada per la detonació, o possible detonació accidental, o no autoritzada, d'una arma nuclear que creï un risc de guerra atòmica, o l'Incident Pinnacle-Broken Arrow, per a referir-se a un incident nuclear accidental sense risc de guerra atòmica.
Un exemple històric d'incident Pinnacle-Empty Quiver va ser l'accident nuclear de Palomares (Almeria, Espanya) quan, el 17 de gener de 1966, durant una operació de subministrament de combustible dos avions de la Força Aèria Nord-americana van xocar en vol a 30.000 peus. Ambdúes naus es van desintegrar instantàniament i van caure en flames sobre la terra i el mar. Un dels avions, un Bombarder B-52, transportava almenys quatre (cinc segons algunes fonts) bombes termonuclears B28 d'1,5 megatones. Tres de les bombes van caure a terra, i una al mar.